# Phare de Ta' Gurdan
Le phare de Ta' Gurdan ou de Giordan est un phare situé sur l’île de Gozo, haut de 22 m et dont la lumière s'élève à 180 m au-dessus du niveau de la mer,. Le phare est installé au sommet d'une colline au nord de Gozo, située sur la commune de Għasri.

## Histoire
Un phare aurait déjà été bâti sur le site par les chevaliers de Malte vers le milieu du XVIIe siècle, mais il n'existe que peu de documents sur ce premier bâtiment.
La construction du phare actuel est décidée par l'occupant britannique en raison de l'augmentation du trafic maritime en Méditerranée. Les travaux débutent en juin 1852. La première lumière (fonctionnant à l'huile) s'allume le 15 mars 1853 avant que l'ensemble du complexe soit terminé et officiellement inauguré par Sir William Reid, gouverneur de Malte, le 11 octobre 1857. Le phare, en forme de tour ronde, est enchâssé dans un bâtiment quadrangulaire qui était à l'époque le logement des gardiens du phare.
Pendant la Seconde Guerre mondiale, un radar est installé sur le phare, permettant d'anticiper les attaques aériennes italiennes et allemandes.
Le phare est électrifié en 1962. Un puissant rayon électrique de 895 000 cd permettant d'envoyer un rayon lumineux visible à 54 km. Plus tard, avec l'amélioration de la sécurité des navires, cette puissance et cette portée sera réduite.

## Le phare aujourd'hui
En juin 1994, le phare est entièrement automatisé, ne nécessitant plus qu'une maintenance et une surveillance réduite.
Le 7 décembre 1996, l'Université de Malte en partenariat avec l'Université de Cologne installe sur le phare des capteurs mesurant la pollution atmosphérique.
Comme tous les phares maltais, son entretien est assuré par l'organisme public Transport Malta.